# Сабаев, Владимир Николаевич
Владимир Николаевич Сабаев (1962, Ставрополь — 1995, Тольятти) — советский и российский художник, член Творческого союза художников «Солярис» (с 1992 года).

## Биография
Владимир Сабаев (псевдоним — Мадьяр) родился в 1962 году в Ставрополе, ныне — Тольятти. Окончил сначала Тольяттинское педагогическое училище (художественно-графическое отделение), затем Пензенское художественное училище имени К. А. Савицкого. Также учился в Харьковском государственном художественно-промышленном институте, но не окончил его.
Владимир Сабаев был мастером акварели, создавая работы стремительно, без последующих исправлений. Также писал картины и маслом. Кроме того работал в технике  офорта. Основная тема его творчества — лирические пейзажи, написанные в реалистической манере.
Уже в годы учебы в институте Владимир писал и маслом, и акварелью, которая, кстати, была ближе его экспрессивной натуре, привыкшей выкладываться в работе сразу и до конца и не терпящей доработок и исправлений.
Свободное владение техникой акварели, верность композиционного построения, широкая, но точная манера письма, чуткость к цвету отличают работы талантливого, но рано ушедшего от нас художника Владимира Сабаева. В картине «Зимнее солнце» (1992) В. Сабаев изобразил любимую деревню Бахилову Поляну, где художник провёл много счастливых, незабываемых часов, наполненных поистине творческим вдохновением. В акварели В. Сабаева «Ленинград» показан известный уголок Санкт-Петербурга на площади Александринского театра. Тонкая, прозрачная акварель прекрасно передаёт полутона серого, дождливого утра в Ленинграде, зеркальность отражений на бетонных плитах площади, на бронзовых скатах памятника Екатерине Великой и металлической крыше Александринского театра. — Лариса Москвитина, искусствовед, замдиректора ТХМ по научной работе.
Творчество Сабаева высоко ценил заслуженный художник России Иван Комиссаров — «Владимир был зрелым художником, много сделавшим в акварели. Он видел широко, писал мягко, легко».
В 1992 году вступил в Творческий Союз Художников «Солярис» (Тольятти).
Участвовал в городских, областных и зарубежных выставках, например, в 1995 году принял участие в выставке «Два Автограда», которая была показана в Германии и Франции по программе конференции ЮНЕСКО «Культура малых городов».
Будучи по характеру неуживчивым и вспыльчивым при жизни был мало востребован. Известность пришла к нему после трагической смерти в 1995 году (самоубийство).
Первая персональная выставка работ художника была посмертной и состоялась в феврале 1997 года в художественном салоне «Куб» (Тольятти).
После себя оставил значительный массив графики и живописи, часть из которого находится в Тольяттинском художественном музее. Кроме того работы находятся в частных коллекциях. Также остались дневниковые записи, которые были опубликованы в тольяттинском литературном журнале «Город» в 2000 году.
В 2010 году в Тольяттинском художественном музее прошла большая ретроспективная выставка Владимира Сабаева.
Графика и живопись Владимира Сабаева регулярно экспонируются на различных групповых выставках.
Владимир Сабаев представлен на сайте RAAN, являющимся проектом Музея современного искусства «Гараж».